# Championnat d'Écosse de football 1895-1896
Navigation
Édition précédente Édition suivante
La 6e édition du championnat d'Écosse de football est remportée par le Celtic FC. C’est le troisième titre national du club de Glasgow. Il gagne avec quatre points d’avance sur le Rangers FC. Les Hibernian FC complètent le podium.
À la fin de la 5e saison, Leith Athletic voit son engagement non reconduit par les clubs de première division. Hibernian FC, après avoir gagné pour la deuxième fois consécutivement a su, cette fois, convaincre les clubs de première division de la viabilité du club et accède ainsi à l’élite. 
Avec 19 buts marqués, Allan Martin du Celtic FC remporte le titre de meilleur buteur du championnat.

## Les clubs de l'édition 1895-1896
| Club                              | Ville      |
| --------------------------------- | ---------- |
| Celtic Football Club              | Glasgow    |
| Clyde Football Club               | Rutherglen |
| Dumbarton Football Club           | Dumbarton  |
| Dundee Football Club              | Dundee     |
| Heart of Midlothian Football Club | Édimbourg  |
| Hibernian Football Club           | Leith      |
| Rangers Football Club             | Glasgow    |
| St Bernard's Football Club        | Édimbourg  |
| Saint Mirren Football Club        | Paisley    |
| Third Lanark Athletic Club        | Glasgow    |

## Compétition

### Classement
Le classement est établi sur le barème de points classique (victoire à 2 points, match nul à 1, défaite à 0).
| Rang | Équipe                     | Pts | J  | G  | N | P  | Bp | Bc | Diff |
| ---- | -------------------------- | --- | -- | -- | - | -- | -- | -- | ---- |
| 1    | Celtic FC                  | 30  | 18 | 15 | 0 | 3  | 64 | 25 | +39  |
| 2    | Rangers FC                 | 26  | 18 | 11 | 4 | 3  | 57 | 39 | +18  |
| 3    | Hibernian FC               | 24  | 18 | 11 | 2 | 5  | 58 | 39 | +19  |
| 4    | Heart of Midlothian        | 22  | 18 | 11 | 0 | 7  | 68 | 36 | +32  |
| 5    | Dundee FC                  | 16  | 18 | 7  | 2 | 9  | 33 | 42 | -9   |
| 6    | Third Lanark AC            | 15  | 18 | 7  | 1 | 10 | 47 | 51 | -4   |
| 7    | St Bernard's Football Club | 15  | 18 | 7  | 1 | 10 | 36 | 53 | -17  |
| 8    | Saint Mirren               | 13  | 18 | 5  | 3 | 10 | 31 | 51 | -20  |
| 9    | Clyde FC                   | 11  | 18 | 4  | 3 | 11 | 39 | 59 | -20  |
| 10   | Dumbarton FC               | 8   | 18 | 4  | 0 | 14 | 36 | 74 | -38  |

|  | Champion d'Écosse |
|  | Relégation        |

## Bilan de la saison
| Tableau d'Honneur                |                     |
| Compétition                      | Vainqueur           |
| Championnat d'Écosse de football | Celtic FC           |
| Coupe d'Écosse de football       | Heart of Midlothian |

| Promotions et relégations |              |
| Promus                    | Abercorn FC  |
| Relégués                  | Dumbarton FC |

## Statistiques

### Meilleur buteur
- Allan Martin, Celtic FC, 19 buts